# Anastrepha morvasi
Anastrepha morvasi
 es una especie de insecto díptero que Masakazu Uramoto y Zucchi describieron científicamente por primera vez en el año 1999.
Esta especie pertenece al género Anastrepha de la familia Tephritidae.